# Bålgetingkortvinge
Bålgetingkortvinge (Velleius dilatatus) är en skalbaggsart som först beskrevs av Fabricius 1787.  Bålgetingkortvinge ingår i släktet Velleius, och familjen kortvingar. Arten är reproducerande i Sverige.